# Ida Falbe-Hansen
Ida Mariette Helene Falbe-Hansen (19. februar 1849 i Odense – 23. september 1922 på Frederiksberg) var en dansk kvindesagsforkæmper, seminarielærer og litteraturhistoriker, søster til V.A. Falbe-Hansen.
Hun blev uddannet privatlærerinde fra Frk. Voldborg Jensens Pigeskole i Odense, og var en tid ansat som huslærerinde i Ryslinge Præstegård. Senere tog hun lærerindeeksamen i 1877 fra N. Zahles Skole i København og var frem til 1884 ansat som lærerinde ved skolen. Hun blev student fra Sørensens Kursus i 1882. Sammen med Rasmus Hansen og Juliane Blicher-Hansen, det tidligere forstanderpar på Ryslinge Højskole, stiftede hun Vældegaard Kvindeskole i Gentofte i 1884. Skolen tilbød dels højskoleundervisning, dels en lærerindeuddannelse. Allerede i 1889 vendte hun dog tilbage til Zahle, hvor hun underviste i svensk og dansk i semnarieafdelingen frem til 1899. Senere blev hun underviser i svensk ved Danmarks Lærerhøjskole fra 1895-1915.
I 1890 blev hun som første danske kvinde magister i nordisk filologi ved Københavns Universitet. Ved siden af sin undervisning studerede hun litteraturhistoirie, skrev lærebøger, antologier og analyser. Den første udgivelse kom i 1873, men et af hendes hovedværker er Danske Folkeviser i Udvalg, som hun udgav i samarbejde med Axel Olrik i 1899 og 1909. Hun var desuden medforfatter på Emma Gads Vort Hjem, der udkom 1903. Et andet af hendes større værker var oversættelsen af Selma Lagerlöfs gennembrudsroman, Gösta Berlings Saga, i 1892.
Fra 1887 til 1922 boede hun sammen med N.F.S. Grundtvigs barnebarn, Johanne Elisabeth Grundtvig (1856–1945). De var begge medlem af Kvindelig Læseforening og Dansk Kvindesamfund. Sidstnævnte blev Falbe-Hansen allerede medlem af ved stiftelsen i 1872. Efter at have siddet i bestyrelsen som sekretær siden 1889 blev hun konstitueret formand 1890-1891. Falbe-Hansen var desuden medstifter af Danske Kvinders Nationalråd. 1914 modtog hun Fortjenstmedaljen i guld.
Hun er begravet på Frederiksberg Ældre Kirkegård, hvor mindestøtten har et relief fra 1924 af Hans W. Larsen. Der findes en tegning på gruppebillede af Erick Struckmann på Christiansborg.